# Frank Dieter Steinheimer
Frank Dieter Steinheimer (* 6. Dezember 1971 in Nürnberg) ist ein deutscher Ornithologe, Biologe, Umweltschützer und Leiter des Zentralmagazins Naturwissenschaftlicher Sammlungen an der Martin-Luther-Universität Halle-Wittenberg. Er ist Mitglied der Kommission „Deutsche Namen der Vögel der Erde“.

## Leben und Wirken
Steinheimer besuchte von 1978 bis 1991 die Grundschule und das Labenwolf-Gymnasium Nürnberg. Es folgte der Zivildienst beim Landesbund für Vogel- und Naturschutz in Bayern. Von 1992 bis 1994 und im Wintersemester 1995/96 studierte er an der Friedrich-Alexander-Universität Erlangen-Nürnberg Biologie. Von 1994 bis 1995 und ab Sommersemester 1996 bis 1998 studierte er an der Universität Wien Zoologie und Ökologie. Seine Diplomarbeit schrieb er zum Thema Morphologie und Taxonomie der Nosodendridae (Coleoptera). Von September 1998 bis Juni 2002 arbeitete er als Kurator unter Robert Prys-Jones am Natural History Museum in London/Tring. Ab April 2002 promovierte er bei Ragnar Kinzelbach an der Universität Rostock zum Thema Neue Studien zu alten Sammlungen – Ein Beitrag zur Geschichte der musealen Ornithologie mit besonderer Berücksichtigung taxonomischer und nomenklatorischer Probleme. Die Promotion schloss er im Jahr 2005 ab. Ab Sommersemester 2004 hielt er Vorlesungen im Fachkurs zur Speziellen Zoologie und Ökologie der Vögel an der Humboldt-Universität zu Berlin. Im Oktober 2004 wechselte er per Werkvertrag zur Global Biodiversity Information Facility am Senckenberg Forschungsinstitut und Naturmuseum Frankfurt. Schließlich war er als freischaffender Ornithologe an verschiedenen Museen tätig. Seit August 2008 arbeitet er beim Zentralmagazin Naturwissenschaftlicher Sammlungen (Martin-Luther-Universität) und wird dort 2010 schließlich Leiter.

## Wissenschaftliches Wirken
Viele seiner Publikationen handeln über museale Ornithologiegeschichte, die verschiedene Aspekte der ornithologischen Taxonomie, Nomenklatur, Avifaunistik, Vogelpräparation, Kunst und Kulturgeschichte behandeln. So beschäftigte er sich mit Sammlungen u. a. von Charles Darwin, Eduard Rüppell, James Cook, Walter Rothschild, 2. Baron Rothschild, Hans Sloane, John Gould, Friedrich Wilhelm Alexander von Mechow, Otto Heinrich Schütt (1843–1888), Hinrich Lichtenstein, William Bullock und Johann Reinhold Forster. Ebenso ist er an Publikationen zu aktuellen nomenklaturischen Fragen beteiligt. Einige neue Namen wurden u. a. durch Steinheimer neu in die Wissenschaft eingeführt. In neueren Publikationen beschäftigt er sich auch immer wieder mit oologischen Sammlungen oder generellen Umweltaspekten.
Von 2006 bis 2012 war er im Team des Handbook of the Birds of the World (Lynx Edicions) tätig. Zuerst beschäftigte er sich dort als Dokumentar und war zuständig für die Referenzen, später auch als Assistent für die Herausgeber und als Prüfer aller wissenschaftlichen Inhalte.
Steinheimer hielt viele Fachvorträge bei Jahrestagungen der Deutschen Ornithologen-Gesellschaft, dem Verein Thüringer Ornithologen, der Deutschen Gesellschaft für Geschichte und Theorie der Biologie, der European Bird Curators, der Gesellschaft Naturforschender Freunde zu Berlin, der Ornithologischen Gesellschaft in Bayern, dem British Ornithologists’ Club, am Biologiezentrum in Linz und am Übersee-Museum in Bremen.
2010 wurde ihm der Maria-Koepcke-Preis für seine Verdienste um die Erforschung historischer Vogelsammlungen durch die Projektgruppe „Ornithologische Sammlungen“ der Deutschen Ornithologen-Gesellschaft verliehen.

## Erstbeschreibungen durch Frank Dieter Steinheimer
Steinheimer hat einige neue Namen in die Wissenschaft eingeführt. Dabei hat er oft auch mit anderen Autoren zusammen gearbeitet. Zu den neuen Gattungen und Unterarten gehören chronologisch u. a.:

### Gattungen
- Pseudopipra Kirwan, David, Gregory, Jobling, Steinheimer & Brito, 2016

### Unterarten
- Kambodschabuschwachtel-Unterart (Arborophila cambodiana chandamonyi Eames, Steinheimer & Bansko, 2002)
- Wanderbaumelster (Dendrocitta vagabunda behni Steinheimer, 2009)
- Grauscheitel-Olivtyrann (Suiriri suiriri burmeisteri Kirwan, Steinheimer, Raposo & Zimmer, KJ, 2014)

### Synonyme
- Megapomatorhinus Moyle, Andersen, Oliveros, Steinheimer & Reddy, 2012 ein Synonym für die Gattung Erythrogenys Baker, ECS, 1930
- Acrocephalus scirpaceus ammon Hering, Winkler & Steinheimer, 2016 ein Synonym für die Teichrohrsänger-Unterart Acrocephalus scirpaceus fuscus (Hemprich & Ehrenberg, 1833)

## Publikationen (Auswahl)
- The Mountain Black-eye Chlorocharis emiliae (Zosteropidae) as a rhododendron flower visitor on Mt Kinabalu, Sabah, Malaysia. In: Forktail. Band 15, 1999, S. 100 (orientalbirdclub.org [PDF]).
- Book review: Kinzelbach, R. K. and Hölzinger, J. (editors). Marcus zum Lamm (1544–1606): Die Vogelbilder aus dem Thesaurus picturarum . Verlag Eugen Ulmer, Stuttgart: 2000. Pp. 404, illustrated. Price € 50. ISBN 3-8001-3529-9. In: Archives of Natural History. Band 29, Nr. 2, 2002, S. 280, doi:10.3366/anh.2002.29.2.280.
- Walter Rothschild's second Great Auk skeleton: a history of its posthumous voyage. In: Archives of Natural History. Band 29, Nr. 3, 2002, S. 337–345, doi:10.3366/anh.2002.29.3.337.
- mit Jonathan Charles Eames, Ros Bansko: A collection of birds from the Cardamom Mountains, Cambodia, including a new subspecies of Arborophila cambodiana. In: Forktail. Band 18, 2002, S. 67–86 (squarespace.com [PDF]).
- Christian Ludwig Landbeck's drawings for the 'Birds of Germany, Alsace and Switzerland  from the Rothschild Library, Tring, with some notes on Landbeck's and Wiebke's bird collections. In: Ökologie der Vögel. Band 24, Nr. 1, 2002, ISSN 0945-9529, S. 1–43.
- mit  Joanne H. Cooper: Sir Hans Sloane's Rhinoceros Hornbill skull: an avian remnant from the founding period of the British Museum. In: Archives of Natural History. Band 30, Nr. 1, 2003, S. 166–167, doi:10.3366/anh.2003.30.1.166.
- mit Karl Schulze-Hagen, Ragnar Kinzelbach, Christoph Gasser: Avian taxidermy in Europe from the Middle Ages to the Renaissance. In: Journal of ornithology. Band 144, Nr. 4, 2003, S. 459–478, doi:10.1111/j.1439-0361.2003.03047.x.
- Darwin, Rüppel, Landbeck & Co. -Important Historical Collections at the Natural History Museum, Tring. In: Bonner zoologische Beiträge. Band 51, Nr. 2/3, 2003, S. 175–188 (zoologicalbulletin.de [PDF]).
- A hummingbird nest from James Cook’s Endeavour voyage, 1768–1771. In: Archives of Natural History. Band 30, Nr. 1, 2003, S. 163–165, doi:10.3366/anh.2003.30.1.163.
- Charles Darwin's Bird Collection and Ornithological Knowledge during the Voyage of H.M.S. 'Beagle', 1831–1836. In: Journal of ornithology. Band 145, Nr. 4, 2004, S. 300–320, doi:10.1007/s10336-004-0043-8.
- Ernst Mayr und die Nymphenrallen Rallina forbesi dryas - eine ornithologische Anekdote aus Neuguinea. In: Ornithologischer Anzeiger. Band 43, Nr. 2, 2004, S. 93–102 (zobodat.at [PDF]).
- The whereabouts of pre-nineteenth century bird specimens. In: Zoologische mededelingen. Leiden. Band 79, Nr. 3, 2005, S. 45–67 (naturalis.nl [PDF]).
- mit Marcel Güntert, Stephanie Gessner Güntert: The mystery of the Gouldian birds: an ornithological detective story. In: Zoologische mededelingen. Leiden. Band 79, Nr. 3, 2005, S. 79–84 (naturalis.nl [PDF]).
- On São Tomé Grosbeak Neospiza concolor. In: Bulletin of the African Bird Club. Band 12, Nr. 1, 2005, S. 76–77, doi:10.5962/p.309744 (biodiversitylibrary.org).
- The type specimens of Paradisaeidae, Cnemophilidae and Ptilonorhynchidae (Aves) in the Museum für Naturkunde of the Humboldt-University of Berlin. In: Zootaxa. Nr. 1072, 2005, S. 1–25, doi:10.11646/zootaxa.1072.1.1.
- Eduard Rüppel’s avian types at the Natural History Museum, Tring (Aves). In: Senckenbergiana Biologica. Band 85, Nr. 2, 2005, ISSN 0037-2102, S. 233–264.
- mit Walter Sudhaus: Die Speziation der Darwinfinken und der Mythos ihrer initialen Wirkung auf Charles Darwin. In: Naturwissenschaftliche Rundschau. Band 59, Nr. 8, 2006, ISSN 0028-1050, S. 409–422.
- Nectarinia senegalensis cruentata Rüppell, 1845 (Aves, Passeriformes): proposed conservation of the subspecific name. In: The Bulletin of zoological nomenclature. Band 63, Nr. 2, 2006, S. 42–45 (biodiversitylibrary.org).
- mit Edward Clive Dickinson, Michael Walters: The zoology of the voyage of H.M.S. Beagle. Part III. Birds: new avian names, their authorship and their dates. In: Bulletin of the British Ornithologists' Club. Band 126, Nr. 3, 2006, S. 171–193 (biodiversitylibrary.org).
- New studies into historical collections - A contribution to the history of museum's ornithology focusing on taxonomic and nomenclatorial problems. In: Vogelwarte: Zeitschrift für Vogelkunde. Band 44, Nr. 1, 2006, ISSN 0049-6650, S. 23–25.
- in Andrea Müller , Hartmut Roder: Die Suche nach dem verlorenen Paradies - Bedeutungswandel der Paradies- und Wildnisvorstellungen in 1001 Nacht – Wege ins Paradies. wbg Philipp von Zabern in Wissenschaftliche Buchgesellschaft, Darmstadt 2006, ISBN 3-8053-3700-0, S. 133–139.
- mit William Richard John Dean: Avian type specimens and their type localities from Otto Schütt's and Friedrich von Mechow's Angolan collections in the Museum für Naturkunde of the Humboldt-University of Berlin. In: Zootaxa. Nr. 1387, 2007, ISSN 1175-5326, S. 1–25 (mapress.com [PDF]).
- in Ivan Löbl, Aleš Smetana: in Catalogue of Palaearctic Coleoptera 'Family Nosodendridae Erichson, 1846'. 4 Elateroidea - Derodontoidea - Bostrichoidea - Lymexyloidea - Cleroidea - Cucujoidea. Apollo Books, Darmstadt 2007, ISBN 978-87-88757-67-5, S. 299.
- mit Svenja Sammler: First record of Verreaux's Eagle Aquila verreauxii in Cameroon. In: Bulletin of the British Ornithologists' Club. Band 127, Nr. 2, 2007, S. 167–168 (biodiversitylibrary.org).
- mit Michael Walters, Douglas G.D. Russell, Christiane Quaisser: The eggs of the Canarian (or Meado-Waldo's) Black Oystercatcher Haematopus meadewaldoi. In: Bulletin of the British Ornithologists' Club. Band 127, Nr. 3, 2007, S. 226–227 (biodiversitylibrary.org).
- mit Richard Schodde, Walter Joseph Bock: Stabilising the nomenclature of Australasian birds by invalidation and suppression of disused and dubious senior names. In: Bulletin of the British Ornithologists' Club. Band 127, Nr. 4, 2007, S. 268–282 (biodiversitylibrary.org).
- mit Richard Schodde, Walter Joseph Bock: Application of the new names in the 1974 J.R. Forster footnote on Norfolk Island birds. In: Notornis. Band 55, Nr. 1, 2008, S. 32–37 (org.nz [PDF]).
- mit Hein van Grouw: Charles Darwin's lost Cinereous Harrier found in the collection of the National Museum of Natural History Leiden. In: Zoologische mededelingen. Leiden. Band 82, Nr. 48, 2008, S. 595–598 (naturalis.nl [PDF]).
- Lectotype designation for Cinnyris proteus Rüppell, 1840 (Nectariniidae). In: Bulletin of the British Ornithologists' Club. Band 128, Nr. 2, 2008, S. 142–144 (biodiversitylibrary.org).
- mit Svenja Sammler: On Elminia nigromitrata (Reichenow, 1874) (Monarchidae): subspecies and lectotype designation. In: Bulletin of the British Ornithologists' Club. Band 128, Nr. 4, 2008, S. 254–259 (biodiversitylibrary.org).
- Martin Hinrich Carl Lichtenstein and his ornithological purchases at the auction of William Bullock's museum in 1819. In: Archives of Natural History. Band 35, Nr. 1, 2008, S. 88–99, doi:10.3366/E0260954108000089.
- Book review: Schmidt-Loske, K. Die Tierwelt der Maria Sibylla Merian: Arten, Beschreibungen und Illustrationen . Basilisken-Presse, Marburg/Lahn: 2007. Pp 240; 78 colour plates. Price € 96.00 (hardback). ISBN 978-3-925347-79-5. In: Archives of Natural History. Band 35, Nr. 1, 2008, S. 180–190, doi:10.3366/E0260954108000235.
- Leptocoma Cabanis, 1851 (Aves: Nectariniidae) given priority over Chalcostetha Cabanis, 1851 on first reviser principle. In: Zootaxa. Nr. 1843, 2008, S. 67–68, doi:10.11646/zootaxa.1843.1.6.
- David Snow (1924–2009). In: Vogelwarte. Band 47, Nr. 2, 2009, S. 144–145 (do-g.de [PDF; 1,8 MB]).
- Hotspot der Biodiversität – Vögel im Nordosten von Myanmar. In: Der Falke - Journal für Vogelbeobachter. Band 56, Nr. 10, 2009, S. 370–375.
- The Type specimens of Corvidae (Aves) in the Museum für Naturkunde at the Humboldt-University of Berlin, with the description of a new subspecies of Dendrocitta vagabunda. In: Zootaxa. Band 2149, Nr. 1, 2009, S. 1–49, doi:10.11646/zootaxa.2149.1.1.
- Sammlungen von Weltrang: Naturkundliches Universitätsmuseum Halle in spe. In: Scientia Halensis. Band 17, Nr. 1, 2009, S. 10–11 (uni-halle.de [PDF]).
- in  Ernst Bauernfeind, Anita Gamauf, Hans-Martin Berg: 'Data-basing historical specimens – a science of its own' in  Proceedings of the 5th International Meeting of European Bird Curators. Naturhistorisches Museum, Wien 2010, ISBN 978-3-902421-36-4.

- mit Edward Clive Dickinson, Normand David, Leslie K. Overstreet, Justin Jansen: Histoire naturelle des pigeons or Les pigeons: Coenraad Jacob Temminck versus Pauline Knip. In: Archives of Natural History. Band 37, Nr. 2, 2010, S. 203–220, doi:10.3366/anh.2010.0003.
- mit Richard Schodde, Edward Clive Dickinson, Walter Joseph Bock: The date of Latham’s ‘Supplementum Indicis Ornithologici: 1801 or 1802? In: South Australian ornithologist. Band 35, Nr. 8, 2010, S. 231–235 (asn.au [PDF]).
- in Michael Kaasch, Joachim Kaasch: 'Charles Darwins nomenklatorischer Trick zum Erkenntnisgewinn: Die Ornithologie der Beagle-Reise' in  Das Werden des Lebendigen Beiträge zur 18. Jahrestagung der DGGTB in Halle 2009. VWB-Verlag, Aachen 2010, ISBN 978-3-86135-396-6.
- mit Alexander A. Nazarenko, Sergei G. Surmach: On the validity of Sitta villosa corea Ogilvie-Grant, 1906, from the Korean Peninsula, SW Ussuriland and NE China. In: British Ornithologists' Club occasional publications. Band 5, 2010, S. 117–124 (biodiversitylibrary.org).
- Cicadas-Electromechanical Sound Installation on Evolution-Catalogue to the Exhibition. Zentralmagazin Naturwissenschaftlicher Sammlungen der Martin-Luther-Universität, Halle 2012.
- mit Robert Glen Moyle, Michael J. Andersen, Carl Hirang Oliveros, Sushma Reddy: Phylogeny and Biogeography of the Core Babblers (Aves: Timaliidae). In: Systematic Biology. Band 61, Nr. 4, 2012, S. 631–651, doi:10.1093/sysbio/sys027 (silverchair.com [PDF]).
- mit Guy Maxwell Kirwan, Marcos André Raposo Ferreira, Kevin Jay Zimmer: Nomenclatural corrections, neotype designation and new subspecies description in the genus Suiriri (Aves: Passeriformes: Tyrannidae). In: Zootaxa. Band 3784, Nr. 3, 2014, S. 224–240, doi:10.11646/zootaxa.3784.3.2.
- Erfolg in der Sicherung, in der Neubelebung und der wissenschaftlichen Erschließung der naturwissenschaftlichen Sammlungen. In: Mitteilungen und Berichte aus dem Institut für Museumsforschung. Nr. 58, 2014, S. 38–45 (smb.museum [PDF]).
- mit Ernst Bauernfeind, Edward Clive Dickinson: Contested spinetail systematics: Nomenclature and the Code to the rescue. In: Bulletin of the British Ornithologists' Club. Band 134, Nr. 1, 2014, S. 70–76 (biodiversitylibrary.org).
- in Michael Fehr: 'Das tote Tier in der Wissenschaft' in Unsere Tiere – Siebzehn Positionen im künstlerisch-wissenschaftlichen Feld. Institut für Kunst im Kontext, Universität der Künste, Berlin 2014, ISBN 978-3-89462-257-2 (aesthetischepraxis.de [PDF]).
- in Matthias Götz, Maike Fraas: 'Designfehler in der Natur als Motor der Selektion: Die Handicap-Theorie' in Fiasco - ma non troppo! Vom Designfehler zum Fehlerdesign. Schwabe Verlagsgruppe AG, Basel, Berlin 2015, ISBN 978-3-7965-3419-5.
- mit Renate Schafberg: Erschließung von Masse: Indexfilm zu 6044 historischen Fotoglasplatten. In: Natur im Museum. Band 5, 2015, ISSN 2191-6632, S. 50–52.
- in Anita Hermannstädter, Ina Heumann, Kerstin Pannhorst: 'Schicksalsgenossen: Cook und der Ou' in Wissensdinge – Geschichten aus dem Naturkundemuseum. Nicolaische Verlagsbuchhandlung, Basel, Berlin 2015, ISBN 978-3-89479-950-2.
- mit Jens Hering, Hans-Christoph Winkler: A new subspecies of Eurasian Reed Warbler Acrocephalus scirpaceus in Egypt. In: Bulletin of the British Ornithologists' Club. Band 136, Nr. 2, 2016, S. 101–128 (biodiversitylibrary.org).
- mit Guy Maxwell Kirwan, Normand David, Steven Martin Stewart Gregory, James. A. Jobling, Guilherme Renzo Rocha Brito: The mistaken manakin: a new genus-group name for Parus pipra Linnaeus, 1758 (Aves: Passeriformes: Pipridae). In: Zootaxa. Band 4121, Nr. 1, 2016, S. 89–94, doi:10.11646/zootaxa.4121.1.9.
- mit Guy Maxwell Kirwan, Normand David, Steven Martin Stewart Gregory, James. A. Jobling, Guilherme Renzo Rocha Brito: Addendum to Kirwan et al. (2016, Zootaxa 4121(1): 89–94). In: Zootaxa. Band 4216, Nr. 3, 2017, S. 299–300, doi:10.11646/zootaxa.4216.3.7.
- mit Richard Schodde, Alan James Drummond Tennyson, Jeffrey Glenn Groth, Jonas Lai, Richard Paul Scofield: Settling the name Diomedea exulans Linnaeus, 1758 for the Wandering Albatross by neotypification. In: Zootaxa. Band 4236, Nr. 1, 2017, S. 135–148, doi:10.11646/zootaxa.4236.1.7.
- mit Gerald Mayr in Harald Meller, Thomas Puttkammer: '50 Millionen Jahre Klimaeskapaden überlebt: tropische Faunenelemente aus dem Eozän' in Klimagewalten Treibende Kraft der Evolution. Landesamt f. Denkmalpflege u. Archäologie Sachsen-Anhalt, Halle an der Saale 2017, ISBN 978-3-8062-3120-5, S. 125–142.
- mit Norbert Niederostheide: 'Artenschutz und Sammlungen. Zwischen Legalität, Beweispflicht und Repositorium' in Nicht nur Raubkunst! Sensible Dinge in Museen und universitären Sammlungen. V&R unipress GmbH, Göttingen 2017, ISBN 978-3-8471-0808-5, S. 223–244, doi:10.14220/9783737008082.223 (vr-elibrary.de [PDF]).
- mit Justin J.F.J. Jansen: The authenticity of 'I'iwi Drepanis coccinea (G. Forster, 1781) skins from Cook’s third voyage: What taxidermy can add to the discussion. In: Bulletin of the British Ornithologists' Club. Band 137, Nr. 4, 2017, S. 246–260, doi:10.25226/bboc.v137i4.2017.a2.
- mit Karla Schneider in Lothar A. Beck: Ein Leben unter dem Meeresspiegel: Der Siwarohrsänger. In: Der Falke – Journal für Vogelbeobachter. Band 137, Nr. 4, 2017, S. 14–20.
- mit Karla Schneider in Lothar A. Beck: 'Halle-Wittenberg: The Zoological Collection of the Martin Luther University in Halle-Wittenberg' in Zoological Collections of Germany. Springer International Publishing, Cham 2018, ISBN 978-3-319-44319-5, S. 417–434, doi:10.1007/978-3-319-44321-8_34 (vr-elibrary.de [PDF]).
- mit Jordi Serangeli: 'Zooarchäologie – 300 000 Jahre alte Vogeleier aus dem „Speerhorizont“ von Schöningen identifiziert' in Jahresbericht 2015 Zentralmagazin Naturwissenschaftlicher Sammlungen der Martin-Luther-Universität Halle-Wittenberg. Zentralmagazin Naturwissenschaftlicher Sammlungen, Halle 2018, S. 18–19 (vr-elibrary.de [PDF]).
- mit Peter H. Barthel, Thorsten Krüger, Einhard Bezzel, Martin Päckert, Hans-Günther Bauer: Artenliste der Vögel Deutschlands. In: Vogelwarte. Band 56, Nr. 2, 2018, S. 171–203 (do-g.de [PDF]).
- mit Peter H. Barthel, Einhard Bezzel, Thorsten Krüger, Martin Päckert: Artenliste der Vögel Deutschlands 2018: Aktualisierung und Änderungen. In: Vogelwarte. Band 56, Nr. 3, 2018, S. 205–224 (thorsten-krueger.com [PDF]).
- mit Jordi Serangeli: 'Zooarchäologie – 300 000 Jahre alte Vogeleier aus dem „Speerhorizont“ von Schöningen identifiziert' in Jahresbericht 2015 Zentralmagazin Naturwissenschaftlicher Sammlungen der Martin-Luther-Universität Halle-Wittenberg. Zentralmagazin Naturwissenschaftlicher Sammlungen, Halle 2018, S. 18–19 (vr-elibrary.de [PDF]).
- mit Johannes M. M. Engels: Rezension Karafyllis Lebendsammlungen. In: Naturwissenschaftliche Rundschau. Band 71, Nr. 8-9, 2018, ISSN 0028-1050, S. 447–449 (researchgate.net [PDF]).
- in Michael Ruprecht, Hartmut Wenzel: 'Johann Reinhold Forster (1729–1798) und das naturwissenschaftliche Weltwissen im 18. Jahrhundert in Halle (Saale)' in Ernst Christian Trapp in Halle. Meilensteine der Lehrerbildung: die Fridericiana auf dem Wege zur Zweiten Blüte. Martin-Luther-Universität Halle-Wittenberg, Halle (Saale) 2018, ISBN 978-3-9817347-1-3, S. 106–117.
- in Elisabeth Décultot, Jana Kittelmann, Andrea Thiele, Ingo Uhlig: 'Verbleib der authentischen Objekte am Beispiel der gesammelten Vögel der Reisen von James Cook. Eine Zusammenfassung' in Weltensammeln Johann Reinhold Forster und Georg Forster. Wallstein Verlag GmbH, Göttingen 2020, ISBN 978-3-8353-3618-6, S. 133–156, doi:10.5771/9783835344440-133.
- mit Peter H. Barthel, Christine Barthel, Einhard Bezzel, Pascal Eckhoff, Renate van den Elzen, Christoph Hinkelmann: Deutsche Namen der Vögel der Erde. In: Vogelwarte. Band 58, Nr. 1, 2020, S. 1–214 (biodiversitylibrary.org).
- mit Oliver Wings: 'Schenkung von 7.500 Fossilien aus einer Privatsammlung an das ZNS' in Jahresbericht 2020 Zentralmagazin Naturwissenschaftlicher Sammlungen der Martin-Luther-Universität Halle-Wittenberg. Zentralmagazin Naturwissenschaftlicher Sammlungen, Halle 2020, S. 84–85 (uni-halle.de).
- mit Miguel Ângelo Marini, Linnea S. Hall, John Marshall Bates, Robert McGowan, Luis Fábio Silveira, Darío A Lijtmaer, Pablo Luis Tubaro, Sergio Córdoba-Córdoba, Anita Gamauf, Harold F Greeney, Manuel Schweizer, Pepijn Kamminga, Alice Cibois, Laurent Vallotton, Douglas Russell, Scott K. Robinson, Paul R. Sweet, Sylke Frahnert, René Corado, Neander Marcel Heming: The five million bird eggs in the world’s museum collections are an invaluable and underused resource. In: The Auk. Band 137, Nr. 4, 2020, S. 1–7, doi:10.1093/auk/ukaa036.
- Das Menschenfischlein und der Mensch – was uns der Grottenolm Proteus anguinus (Laurenti, 1768) über Langlebigkeit und Bevölkerungswachstum lehrt. In: Archiv Natur- und Landeskunde Mecklenburg-Vorpommern. Band 58, 2021, S. 146–160, doi:10.30819/anlk.58.12.
- mit Peter H. Barthel, Christine Barthel, Einhard Bezzel, Pascal Eckhoff, Renate van den Elzen, Christoph Hinkelmann: Die Vögel der Erde – Arten, Unterarten, Verbreitung und deutsche Namen. 2. Auflage. Deutsche Ornithologen-Gesellschaft, Radolfzell 2021 (do-g.de [PDF]).
- mit Waltraud Mudrich, Sarah Fetzer, Daniel Falk, Michael Stache, Anja Weber, Sophia Gräfe, Julia Bärnighausen, Henrike Stein, Beate Eismann, Leonie Braam, Hannes Junker, Sara Müller, Johanna Lessing: Eine Frage der Perspektive Objekte als Vermittler von Wissenschaft. Gesellschaft für Universitätssammlungen e. V., Berlin 2021, doi:10.18452/23919 (hu-berlin.de [PDF]).
- in Stephanie Kiwitt: 'Prognose Umwelt – von der Sicht eines pessimistischen Evolutionsbiologen zum neuen Arkadien' in Nach den Regeln der Normalität – Zum Strukturwandel im Mitteldeutschen Revier Sachsen-Anhalt. Zmdv-Mitteldeutscher Verlag, Halle (Saale) 2022, ISBN 978-3-96311-659-9, S. 61–65.
- mit Peter H. Barthel, Christine Barthel, Einhard Bezzel, Pascal Eckhoff, Renate van den Elzen, Christoph Hinkelmann: Die Vögel der Erde – Arten, Unterarten, Verbreitung und deutsche Namen. 3. Auflage. Deutsche Ornithologen-Gesellschaft, Radolfzell 2022 (do-g.de [PDF]).